# Podgorodnoje (Kaliningrad)
Podgorodnoje (russisch Подгородное, deutsch Tuppen, litauisch Tupai) ist ein verlassener Ort im Rajon Krasnosnamensk der russischen Oblast Kaliningrad.

## Geographische Lage
Tuppen lag beiderseits der Ballup, 1938–1945 Moor-Graben, heute russisch: Tschornaja („die Schwarze“), kurz vor deren Einfluss in die Szeszuppe, während das spätere Podgorodnoje den Bereich zwischen Tschornaja und Stok („Abfluss“ – aus dem Boloto Welikoje (Kacksche Balis), deutsch: Lepupp, 1938–1945 Lindbach) einnahm. Südlich der Ortsstelle verläuft die Regionalstraße 27A-025 (ex R508) zur etwa sieben Kilometer östlich gelegenen Rajonstadt Krasnosnamensk (Lasdehnen/Haselberg).

## Geschichte

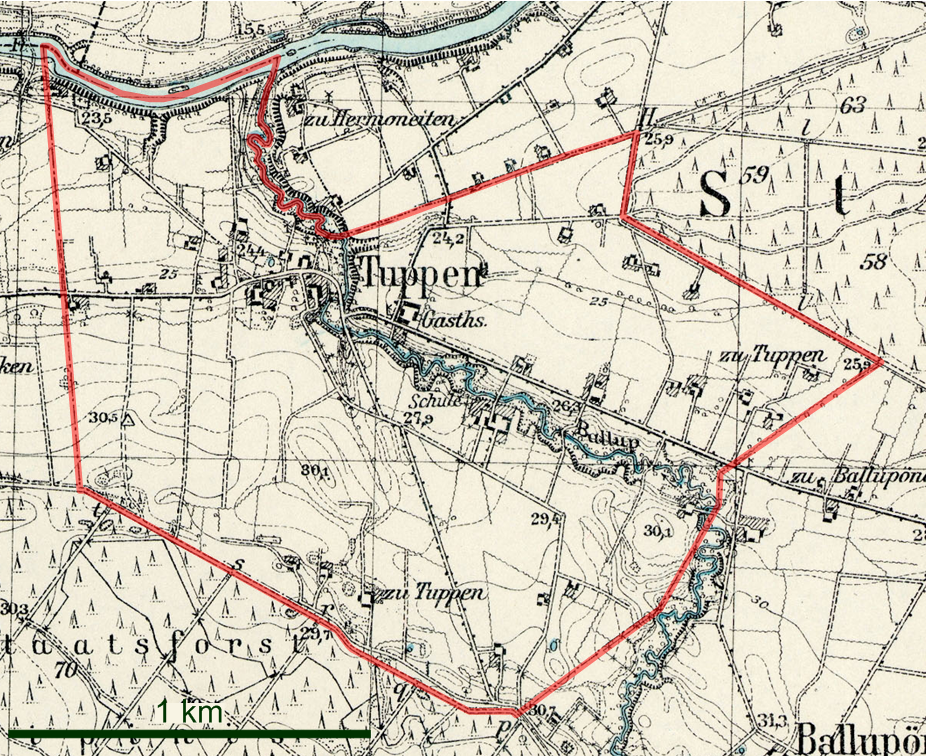
Die Landgemeinde Tuppen auf einem Messtischblatt von 1927

Tuppen war im 18. Jahrhundert ein kölmisches Dorf. Im Jahr 1874 wurde die Landgemeinde Tuppen Namensträger eines neu eingerichteten Amtsbezirks im Kreis Pillkallen.
1945 wurde der Ort in Folge des Zweiten Weltkriegs mit dem gesamten nördlichen Ostpreußen an die Sowjetunion angeschlossen. 1947 erhielt er den russischen Namen Podgorodnoje und wurde gleichzeitig Sitz eines Dorfsowjets im Rajon Krasnosnamensk. Der Name „Vorstadtort“ bezog sich auf das in der Nähe liegende 1946 zur Stadt erhobene Krasnosnamensk (Lasdehnen/Haselberg). 1960 gelangte der Ort (offenbar) in den Timofejewski selski Sowet. 1997 wurden die Reste des Ortes, einige verstreute Häuser im Westen des Ortsgebietes, die nicht zum ursprünglichen Tuppen gehört hatten, an den Ort Abramowo angeschlossen.

### Einwohnerentwicklung
| Jahr | Einwohner |
| ---- | --------- |
| 1867 | 186       |
| 1871 | 183       |
| 1885 | 248       |
| 1905 | 269       |
| 1910 | 242       |
| 1933 | 210       |
| 1939 | 206       |
| 1984 | ~ 40      |

### Amtsbezirk Tuppen 1874–1945
Von 1874 bis 1945 bestand der Amtsbezirk Tuppen, zunächst im Kreis Ragnit, ab 1922 dann im Kreis Tilsit-Ragnit, zu dem zehn Landgemeinden gehörten:
| Name                                          | Änderungsname von 1938 | Russischer Name nach 1945 |
| --------------------------------------------- | ---------------------- | ------------------------- |
| Ballupönen                                    | Ballen                 | (Poljanskoje)             |
| Dickschen                                     | Lindbach               | (Abramowo)                |
| Galwoszen 1936–38: Gallwoschen                | Sandwalde              | (Werchowoje)              |
| Groß Rudminnen                                | Wietzheim              | (Bobrowo)                 |
| Hermoneiten                                   | Hermannsdorf (Ostpr.)  | Jolkino                   |
| Klein Rudminnen                               | Kleinruden             | Abramowo                  |
| Königshuld                                    | Friedrichsweiler       | (Poljanskoje)             |
| Schacken                                      |                        | Werchowoje                |
| Tuppen                                        |                        | Podgorodnoje              |
| Uszballen [Ksp Lasdehnen] 1936–38: Uschballen | Lindnershorst          | Poljanskoje               |

### Podgorodnenski selski Sowet 1947–1960
Der Dorfsowjet Podgorodnenski selski Sowet (ru. Подгородненский сельский Совет) wurde im Juni 1947 eingerichtet. Im Jahr 1960 wurde er wieder aufgelöst und (offenbar) an den Timofejewski selski Sowet angeschlossen.
| Ortsname                   | Name bis 1947                                    |
| -------------------------- | ------------------------------------------------ |
| Abramowo (Абрамово)        | Klein Rudminnen, 1938–1945: „Klein Ruden“        |
| Bobrowo (Боброво)          | Ellernthal                                       |
| Dolgoje (Долгое)           | Beinigkehmen, 1938–1945: „Beinicken“             |
| Jolkino (Ёлкино)           | Hermoneiten, 1938–1945: „Hermannsdorf“           |
| Podgorodnoje (Подгородное) | Tuppen                                           |
| Poljanskoje (Полянское)    | Uszballen/Uschballen, 1938–1945: „Lindnershorst“ |

## Kirche
Tuppen gehörte zum evangelischen Kirchspiel Lasdehnen.

## Schule
Tuppen war Schulort.